# Hippodrome de la Thiérache
L'hippodrome de La Capelle ou de la Thiérache est situé à La Capelle dans l'Aisne. C'est un hippodrome de trot. Plusieurs réunions s'y tiennent, 20 dont 6 PMU chaque année entre février et novembre. C'est le seul hippodrome en Europe à avoir les appellations pôle d'excellence rural et pôle européen du trot.
L’Hippodrome de La Capelle est né en 1874. Depuis, le champ de courses originel s’est hissé au niveau des plus prestigieux hippodromes français, fréquenté par 60 000 personnes chaque année[réf. souhaitée].
« Fier de nos terres et de nos valeurs depuis 1874», Jean-Luc Egret, Président de la Société des Courses & du Pôle d’Excellence Rurale.

## Installations
- Piste en sable de Mouen
- Corde à gauche
- Anneau de vitesse de 1 609 mètres unique en France
- Une carrière de sable aux dimensions olympiques de 80 mètres de large pour 160 mètres de long.
- Le haras,
- Les paddocks,
- Les écuries,
- Le centre de formation avec la Maison familiale rurale .
- La carrière à dimensions olympiques utilisée pour les concours de sauts d'obstacles de niveau international, mais aussi pour de l'attelage, du dressage du polo.
- Un système de vidéo transmission assure le suivi et les commentaires de chaque course grâce aux diverses caméras placées autour du parcours.
- Un restaurant panoramique
- bar à champagne
- Jeux pour enfants

## Historique
- Le 1er août 1874, 10 000 personnes venues de tout le nord de la France et de Belgique assistent aux sept courses programmées lors de la première réunion officielle organisée sur l’hippodrome « d’essai » de La Capelle. Les « grandes familles » de la région ont fait le déplacement, et paradent dans des attelages princiers tirés par quatre chevaux. Le soir, la grande rue est illuminée par un double cordon de 3 000 lanternes vénitiennes, tandis que la « demi-lune » est éclairée par plus de 2 000 verres de couleur. Petite bourgade rurale de 2 000 âmes, La Capelle n’a jamais vécu pareille journée.
- La deuxième réunion, organisée un an plus tard restera elle aussi dans les mémoires, mais pour des raisons beaucoup moins positives : l’une des tribunes s’effondre, plusieurs dizaines de spectateurs sont blessés. Ce premier coup du sort aurait pu mettre fin à l’aventure de l’hippodrome, mais ses responsables décidèrent alors de réagir en érigeant un principe qui semble avoir guidé leurs successeurs : quand un problème se pose, il faut y répondre en revoyant ses ambitions à la hausse ! Ils décident donc de construire de nouvelles tribunes en bois plus grandes, puis en fer dont la construction fut achevée en 1903.
- Les premières années du XXe siècle sont un quasi âge d’or pour l’hippodrome, réputé pour la qualité de ses pistes en herbe. Chaque été, la réunion annuelle attire, en plus du public régional, une clientèle élégante et huppée. Des trains spéciaux sont affrétés au départ de Fourmies et de Vervins. Chaque journée de course se termine par un grand bal public et un feu d’artifice.
- La fête s’achève dans le bruit et la fureur, avec la première guerre mondiale. L’armée allemande transforme le champ de courses en terrain d’aviation. Les tribunes sont totalement démontées en 1916. Au départ des troupes d’occupation, il ne reste plus rien. Une nouvelle équipe va pourtant une nouvelle fois accomplir des miracles : des exploitants agricoles prêtent leurs chevaux et leurs outils pour labourer, herser et rouler de nouvelles pistes, on décide de reconstruire des tribunes encore plus grandes pouvant accueillir 2500 spectateurs. Le 8 août 1920, l’hippodrome reprend vie, et le succès est encore au rendez-vous. En 1922, on décide même d’organiser deux réunions par an, avant de passer à trois en 1924 et à quatre en 1928.
- Le 10 août 1924, l’inauguration des nouvelles tribunes se déroule durant la journée du cinquantenaire de l’hippodrome. Un véritable triomphe puisque 25 000 spectateurs ont fait le déplacement (on recense également 50 000 voitures, un record pour l’époque). Suivent encore une fois des années fastes, durant lesquelles l’hippodrome accueille la fine fleur des chevaux et des jockeys français. En 1933 une nouvelle piste est même crée pour les trotteurs. Mais une nouvelle fois la guerre va tout remettre en cause.
- En 1939, l’armée française réquisitionne l’hippodrome pour y cantonner les régiments frontaliers en formation. L’hiver venu, on fait brûler tout le bois trouvé sur le champ de courses, des obstacles aux clôtures en passant par le mobilier. À partir du 10 mai 1940, les bombardements allemands détruisent la majeure partie des tribunes et des boxes. L’armée occupante transformera ensuite l’hippodrome en champ de manœuvres.
- Comme après la « Grande guerre », une nouvelle équipe décide à la libération de reconstruire  « en mieux »  tout ce qui a disparu. On refait de nouvelles pistes et des virages relevés en utilisant les décombres des maisons bombardées en mai 1940. De nouvelles tribunes sont érigées.

Dès 1947, six courses annuelles sont proposées au public qui revient rapidement en masse applaudir les grands noms de la course hippique. 
En 1959, l’hippodrome de La Capelle organise son premier Tiercé. (30 mai, 20 juin, 11 Juillet, 1er Août, 29 août, 19 septembre).
- Dans les années 1960, l’hippodrome se recentre sur les courses de trot : on décide de créer un parcours moderne avec des matériaux « dernier cri ». Une première piste expérimentale utilisée pour les entraînements est construite en schiste. Les travaux de la piste de compétition débutent en 1963. Ils nécessitent le déplacement de 14 000 tonnes de schiste rouge. En 1965, on inaugure un centre d’entrainement comprenant cinquante boxes.
- En 1974, Les tribunes sont à nouveau rénovées en 1974. La même année, un restaurant panoramique est construit, suivi du hall des paris en 1979. En 1977, la fusion de la société des courses de La Capelle avec celle de Guise permet d’organiser quelque 20 réunions annuelles.

Autre dates clefs : la création de l’anneau de vitesse d’un mile (unique en France) en 1990, inauguré par la Princesse Caroline de Monaco, au côté du Président Jean-Luc Egret (durant 55 ans jusqu'en décembre 2019). 
En 1996, les premières réunions PMU.
- Vient ensuite le fameux 14 septembre 2008. Jour de fête et nouvelle étape dans l’histoire de l’hippodrome puisque après deux années de travaux, l’enceinte fait à nouveau peau neuve pour entrer de plain-pied dans le XXIe siècle. Ceci grâce à des installations « dernier cri » pensées pour ravir les professionnels comme le public.

Une Histoire qi n'aurait pu s'écrire sans de grand hommes, de Charles Belin, Hubert Belin-Rohaut, Jules Carrière, Eugène Loncle, Henri Dehon, Léon Mandon Marecat, Raymon Camart, Raymon Lhotte, François Caille à Jean-Luc Egret 
Tous ces hommes d'exception entourés de leurs équipes ont permis à l'hippodrome international de la Capelle, pôle d'excellence rural, d'occuper la place de vaisseau amiral qui est la sienne aujourd'hui et de fêter en grande pompe son 140e anniversaire le dimanche 6 avril 2014.
En 2017, sur l'initiative de Jean-Luc Egret, son président, l'hippodrome ouvre la première école de trot à poney avec l'espoir d'en faire « une future pépinière de champions ». C'est une des premières du genre. Les Jeunes à partir de 5 ans peuvent s'initier au trot à poney. Cette structure, crée sous forme d'association, compte 80 adhérents.
Après 55 années dédiées à la structure, Jean-Luc Egret a cédé la place à James Carpentier, entrepreneur de 52 ans, originaire de Saint-Quentin et amoureux des courses.